# Axiopsis brasiliensis
Axiopsis brasiliensis is een tienpotigensoort uit de familie van de Axiidae. De wetenschappelijke naam van de soort is voor het eerst geldig gepubliceerd in 1991 door Coelho & Ramos-Porto.